# 原村嘉彦
原村 嘉彦（はらむら よしひこ）は、日本の工学者である。専門は熱工学。神奈川大学工学部機械工学科教授。スターリングエンジンの研究で知られる。日本伝熱学会会員

## 経歴
- 熊本県出身
- 1975年 熊本県立熊本高等学校卒業
- 1979年 東京大学工学部機械工学科卒業
- 東京大学大学院工学系研究科舶用機械工学専攻博士課程修了工学博士・学位論文「飽和沸騰の限界熱流束機構の研究」1984年
- 1984年神奈川大学工学部
- 1995年神奈川大学工学部教授

## 研究/受賞
- 学位論文「飽和沸騰の限界熱流束機構の研究」1984年
- 論文LOCAL HEAT REMOVAL BY LIQUID FILM ON THE EXPANSION OF DRY AREA ON A SUPERHEATED COPPER WALL （単著） 2014/08
- 論文原子炉における全電源喪失時の冷却源の一提案 （共著） 2015/07
- 論文Analysis of temperature uniformity and measurement of boiling curve in transition boiling on a large surface consists of five parts （共著） 2018/08
- 論文LED冷却を目的とした球面ヒートパイプの伝熱特性 （単著） 2018/01

## 著作・文献
- 著書Boiling: Research and Advances （共著） 2017/06

## TV出演
- NHK総合 『超絶 凄ワザ!』ろうそくで沸騰！？夢の鍋対決～鍋メーカーVS学者軍団」ろうそく5本でお湯を沸かせ！（2015年1月8日）